# Mètode de matriu de transferència (òptica)

Propagació d'un raig a través d'una capa

El mètode de la matriu de transferència és un mètode utilitzat en òptica i acústica per analitzar la propagació d'ones electromagnètiques o acústiques a través d'un medi estratificat; una pila de pel·lícules primes. Això és, per exemple, rellevant per al disseny de recobriments antireflectants i miralls dielèctrics.
La reflexió de la llum d'una única interfície entre dos mitjans es descriu per les equacions de Fresnel. Tanmateix, quan hi ha múltiples interfícies, com a la figura, els propis reflexos també es transmeten parcialment i després es reflecteixen parcialment. Depenent de la longitud exacta del camí, aquests reflexos poden interferir de manera destructiva o constructiva. La reflexió global d'una estructura de capes és la suma d'un nombre infinit de reflexions.
El mètode de la matriu de transferència es basa en el fet que, segons les equacions de Maxwell, hi ha condicions simples de continuïtat per al camp elèctric a través dels límits d'un medi a un altre. Si el camp es coneix al principi d'una capa, el camp al final de la capa es pot derivar a partir d'una simple operació de matriu. Aleshores, una pila de capes es pot representar com una matriu de sistema, que és el producte de les matrius de capes individuals. El pas final del mètode consisteix a convertir de nou la matriu del sistema en coeficients de reflexió i transmissió.

## Formalisme de les ones electromagnètiques
A continuació es descriu com s'aplica la matriu de transferència a ones electromagnètiques (per exemple, llum) d'una freqüència determinada que es propaguen a través d'una pila de capes amb incidència normal. Es pot generalitzar per tractar la incidència en angle, els mitjans absorbents i els mitjans amb propietats magnètiques. Suposem que les capes de pila són normals a la {\displaystyle z\,} eix i que el camp dins d'una capa es pot representar com la superposició d'una ona que es desplaça a l'esquerra i a la dreta amb el número d'ona {\displaystyle k\,},
{\displaystyle E(z)=E_{r}e^{ikz}+E_{l}e^{-ikz}\,}
Perquè de l'equació de Maxwell es desprèn que el camp elèctric {\displaystyle E\,} i camp magnètic (la seva derivada normalitzada) {\textstyle H={\frac {1}{ik}}Z_{c}{\frac {dE}{dz}}\,} ha de ser continu a través d'un límit, és convenient representar el camp com el vector {\textstyle (E(z),H(z))\,}, on
{\displaystyle H(z)={\frac {1}{Z_{c}}}E_{r}e^{ikz}-{\frac {1}{Z_{c}}}E_{l}e^{-ikz}\,}
Com que hi ha dues equacions relacionades {\displaystyle E\,} i {\displaystyle H\,} a {\displaystyle E_{r}\,} i {\displaystyle E_{l}\,}, aquestes dues representacions són equivalents. En la nova representació, propagació a distància {\displaystyle L\,} en la direcció positiva de {\displaystyle z\,} es descriu per la matriu que pertany al grup lineal especial SL(2, C)
{\displaystyle M=\left({\begin{array}{cc}\cos kL&iZ_{c}\sin kL\\{\frac {i}{Z_{c}}}\sin kL&\cos kL\end{array}}\right),}
i
{\displaystyle \left({\begin{array}{c}E(z+L)\\H(z+L)\end{array}}\right)=M\cdot \left({\begin{array}{c}E(z)\\H(z)\end{array}}\right)}
Aquesta matriu pot representar la propagació a través d'una capa si {\displaystyle k\,} és el nombre d'ona en el medi i {\displaystyle L\,} el gruix de la capa: Per a un sistema amb {\displaystyle N\,} capes, cada capa {\displaystyle j\,} té una matriu de transferència {\displaystyle M_{j}\,}, on {\displaystyle j\,} augmenta cap a més alt {\displaystyle z\,} valors. La matriu de transferència del sistema és llavors
{\displaystyle M_{s}=M_{N}\cdot \ldots \cdot M_{2}\cdot M_{1}.}
Normalment, s'agradaria conèixer la reflectància i la transmitància de l'estructura de la capa. Si la pila de capes comença a {\displaystyle z=0\,}, després per negatiu {\displaystyle z\,}, el camp es descriu com
{\displaystyle E_{L}(z)=E_{0}e^{ik_{L}z}+rE_{0}e^{-ik_{L}z},\qquad z<0,}
on {\displaystyle E_{0}\,} és l'amplitud de l'ona entrant, {\displaystyle k_{L}\,} el nombre d'ona al medi esquerre, i {\displaystyle r\,} és el coeficient de reflectància d'amplitud (no intensitat!) de l'estructura de la capa. A l'altre costat de l'estructura de la capa, el camp consisteix en un camp transmès que es propaga a la dreta
{\displaystyle E_{R}(z)=tE_{0}e^{ik_{R}z},\qquad z>L',}
on {\displaystyle t\,} és la transmitància de l'amplitud, {\displaystyle k_{R}\,} és el nombre d'ona en el medi més a la dreta, i {\displaystyle L'} és el gruix total. Si {\textstyle H_{L}={\frac {1}{ik}}Z_{c}{\frac {dE_{L}}{dz}}\,} i {\textstyle H_{R}={\frac {1}{ik}}Z_{c}{\frac {dE_{R}}{dz}}\,}, llavors es pot resoldre
{\displaystyle \left({\begin{array}{c}E(z_{R})\\H(z_{R})\end{array}}\right)=M\cdot \left({\begin{array}{c}E(0)\\H(0)\end{array}}\right)}
pel que fa als elements de la matriu {\displaystyle M_{mn}\,} de la matriu del sistema {\displaystyle M_{s}\,} i obtenir
{\displaystyle t=2ik_{L}e^{-ik_{R}L}\left[{\frac {1}{-M_{21}+k_{L}k_{R}M_{12}+i(k_{R}M_{11}+k_{L}M_{22})}}\right]}
i
{\displaystyle r=\left[{\frac {(M_{21}+k_{L}k_{R}M_{12})+i(k_{L}M_{22}-k_{R}M_{11})}{(-M_{21}+k_{L}k_{R}M_{12})+i(k_{L}M_{22}+k_{R}M_{11})}}\right]}
La transmitància i la reflectància (és a dir, les fraccions de la intensitat incident {\textstyle \left|E_{0}\right|^{2}} transmeses i reflectides per la capa) solen ser d'ús més pràctic i estan donades per {\textstyle T={\frac {k_{R}}{k_{L}}}|t|^{2}\,} i {\displaystyle R=|r|^{2}\,}, respectivament (en incidència normal).